# EML Grif
Az EML Grif az Észt Haditengerészet 1400M Grif típusú tengeri őrhajója volt 2001-ig. Napjainkban múzeumhajó az Észt Tengerészeti Múzeum Hidroplánkikötő kiállítóhelyén.

## Története
1976-ban építették 739. gyári sorozatszámmal a More hajógyárban Feodoszijában. A KGB Határőr Csapatainak parti őrségénél állították szolgálatba R–67 hadrendi jelzéssel és Grif néven.
Észtország függetlenségének 1991-es visszaállításakor két darab, a szovjet csapatok által hátrahagyott Grif típusú hajó került a  Favora nevű céghez. A hajókat 1992-ben lefoglalta a Védelmi Kezdeményezés Központja (Kaitsealgatuskeskus), ezután azokat az Észt Védelmi Szövetség üzemeltette Erika és Edgar néven. 1994-ben a szovjet csapatok észtországi végleges kivonása után mindkét hajó átkerült az újjáalakult Észt Haditengerészethez. Az észt flotta a hajót Grif néven és  P401 hadrendi jelzéssel állította szolgálatba. (A másik hajó Leopard néven és P402 hadrendi jelzéssel állt szolgálatban.)
A Grifet 2001 május 25-én vonták ki a szolgálatból, és az Észt Tengerészeti Múzeumnak adományozták. (A másik egységet, a Leopardot szétbontották.) A Grif a selejtezés után Pirita kikötőjében horgonyzott múzeumhajóként, amikor 2001 őszén egy viharban megrongálódott és elsüllyedt. Később helyreállították. 2012-től a Hidroplánkikötőben a szárazföldön kiállítva látható.

## Galéria
- A Grif a Hidroplánkikötőben kiállítva. Háttérben a tallinni városi kikötő.
- Elölnézeti kép
- A központi felépítmény a névtáblával